# Lars Saabye Christensen
Lars Saabye Christensen (né à Oslo le 21 septembre 1953) est un écrivain ayant la double nationalité danoise et norvégienne,. Etant donné qu'il a vécu toute sa vie en Norvège, écrit en norvégien et l'action de sa littérature se déroule en Norvège, il est considéré comme un écrivain norvégien. Christensen est un auteur prolifique et polyvalent, et l'un des auteurs les plus populaires de sa génération dans son pays natal.

## Biographie

### Enfance et jeunesse

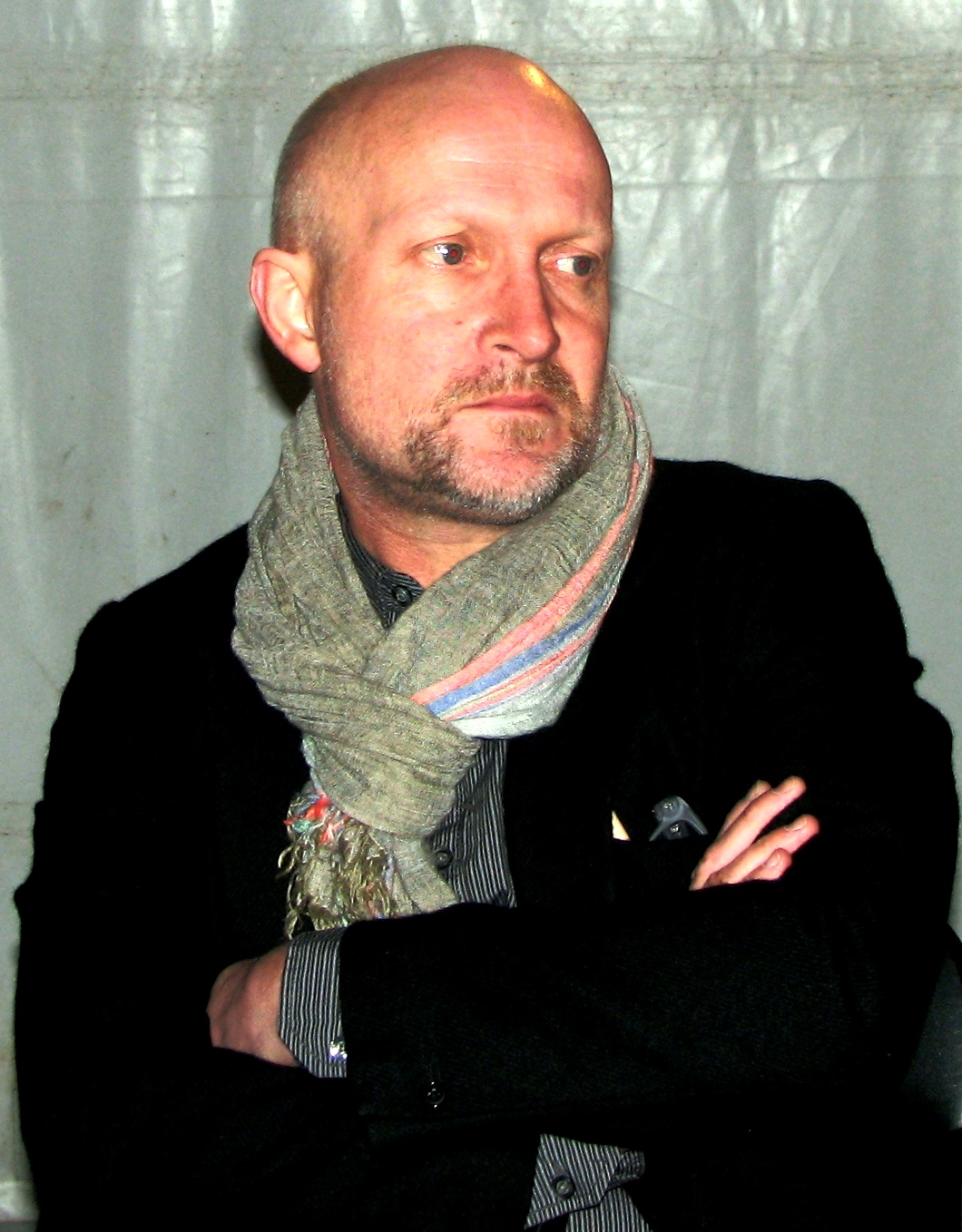
Lars Saabye Christensen (2010).

Saabye Christensen a grandi à Skillebekk, un des quartiers d'Oslo, et a vécu pendant de nombreuses années à Sortland, dans le Nord de la Norvège. Ces deux endroits sont étroitement liés à son œuvre d'écrivain et se retrouvent dans presque toutes ses œuvres. Son père (décédé en 2010) était danois et Saabye Christensen possède la double nationalité norvégienne et danoise.
Saabye Christensen a étudié la littérature, la langue norvégienne, l'histoire de l'art et l'histoire des idées.

### Carrière d'écrivain
Il a fait ses débuts en 1976 avec le recueil de poèmes Historien om Gly, pour lequel il a reçu le prix Tarjei Vesaas pour les écrivains débutants. Cependant, son premier livre était Grønt lys (Lumière verte), une collection de poèmes qu'il a distribué dans la rue.
Christensen a écrit plusieurs poèmes et pièces de théâtre, ainsi que plusieurs scénarios de films, mais s'est surtout distingué en tant que nouvelliste et romancier. Son premier roman "Amatøren" (Amateur) est sorti l'année suivante. La percée n'est cependant venue qu'en 1984 avec le roman Beatles, qui lui a valu le prix Cappelen et la renommée au-delà des frontières norvégiennes. Ce livre a été adapté au cinéma en 2014. Quelques années plus tard, Christensen a sorti le livre Herman.
En 2001 (le 25e anniversaire de sa carrière littéraire très productive), le roman Halvbroren (Le Demi-Frère) est sorti. Le livre lui a notamment valu le prix Brage et le grand prix de littérature du Conseil nordique. "Halvbroren" s'est vendu à plus de 200 000 exemplaires et a été vendu dans 22 pays, notamment en France. Le livre a été sélectionné en 2005 pour l'International IMPAC Dublin Literary Award.
En tant que consultant éditorial et éditeur pendant de nombreuses années pour l'anthologie de débutants de Cappelen, Signaler, Christensen a été un collaborateur important pour les nouveaux talents littéraires.
Lars Saabye Christensen est membre de l'Académie norvégienne de langue et de littérature.
En 2006, il a été nommé commandeur de l'Ordre de Saint-Olaf et en 2008, il a été nommé chevalier de l'Ordre des Arts et des Lettres de France.
Actuellement, Christensen habite à Oslo.

## Œuvres
- Historien om Gly, poèmes (1976)
- Amatøren, roman (1977)
- Kamelen i mitt hjerte, poèmes (1978)
- Jaktmarker, roman (1979)
- Billettene, roman (1980)
- Jokeren, roman (1981)
- Paraply, poèmes (1982)
- Beatles (en), roman (1984)
- Blodets bånd, roman (1985)
- Åsteder, poèmes (1986)
- Colombus ankomst, play (1986)
- Sneglene, roman (1987)
- Herman, roman (1988)
- Stempler, poèmes (1989)
- Vesterålen, poèmes (1989)
- Bly, roman (1990)
- Gutten som ville være en av gutta, roman (1992)
- Ingens, nouvelles(1992)
- Den akustiske skyggen, poèmes (1993)
- Mekka, drame (1994)
- Jubel, roman (1995)
- Den andre siden av blått. Et bildedikt fra Lofoten og Vesterålen., poèmes (1996)
- Den misunnelige frisøren, roman (1997)
- Noen som elsker hverandre, nouvelles (1999)
- Pasninger, poèmes (1999)
- Falleferdig himmel, poèmes (1998)
- Kongen som ville ha mer enn en krone children's book (1999)
- Under en sort paraply, poèmes (1999)
- Mann for sin katt, children's book (2000) (illustrated by Rune Johan Andersson)
- Pinnsvinsol, poèmes (2000)
- Halvbroren, roman (2001)
- Maskeblomstfamilien (en), roman (2003)
- Sanger og steiner, poèmes(2003)
- SATS, nouvelles (2003)
- Oscar Wildes heis, nouvelles (2004)
- Modellen, roman (2005)
- Norske omveier - i blues og bilder, poèmes (2005)
- Saabyes cirkus, roman (2006)
- Den arktistike drømmen, picture book (2007)
- Ordiord, (2007) (illustré by Rune Johan Andersson (en))
- Bisettelsen, roman (2008)[8]
- Visning, roman (2009)
- Men buicken står der fremdeles, poèmes (avec Tom Stalsberg, illustré par Lars Eivind Bones) (2009)
- Bernhard Hvals forsnakkelser, roman (2010)
- Sluk, roman (2012)
- Stedsans, nouvelles (2013)

### Traductions en français
- Le Demi-frère, Éditions Jean-Claude Lattès (2004)  (ISBN 978-2709624299)
- Herman, Éditions Jean-Claude Lattès (2005)  (ISBN 978-2709627788)
- Sur la touche, traduit par Jean-Baptiste Coursaud, Thierry Magnier, 2007
- Beatles, Éditions Jean-Claude Lattès (2009)  (ISBN 978-2709630665)
- Le Modèle, Éditions Jean-Claude Lattès (2009)  (ISBN 978-2-253-12547-1)
- Obsèques, Éditions Jean-Claude Lattès (2013)  (ISBN 978-2-7096-3328-4)

## Réception critique
- « Après Le Demi-Frère (JC Lattès, 2004), roman-fleuve et chronique familiale, traduit en 25 langues, vendu à plus de 300 000 exemplaires, Lars Saabye Christensen, écrivain norvégien né en 1953, couronné par tous les prix scandinaves, a le bon goût d'écrire un roman plus ambitieux encore, mais intensément différent, ne serait-ce qu'à travers le mouvement de la langue, toujours le même. Après le temps qui passe et sédimente, à grandes brassées de petits détails, Christensen peint le temps violent, le temps arrêté, d'un personnage au bord du gouffre », Nils C. Ahl, Le Monde des livres, 06.09.2007 à propos de Le Modèle